# The Detective's Sister
The Detective's Sister è un cortometraggio muto del 1914 diretto da George Melford. Scritto da Hamilton Smith e prodotto dalla Kalem, aveva come interpreti Carlyle Blackwell, Neva Gerber e Chance E. Ward.

## Trama
Il detective Burke deve trovare chi ha svaligiato una villa, appartenente a Graves. Le indagini lo portano sulle tracce di Hurley, un "ladro gentiluomo". Hurley, dopo essersi disfatto del bottino, si reca in un parco pubblico dove raggiunge una ragazza sulla sedia a rotelle. Si tratta di Anne, la sorella del detective. Mentre i due, che si incontrano sempre nel parco, conversano, un ragazzo li fotografa. Temendo che la foto cada nelle mani della polizia, Hurley si fa dare il rullino. ll malvivente comincia a pentirsi della vita criminale che ha condotto fino a quel momento e decide di recuperare il bottino rubato per restituirlo a Graves. Ma, a casa, viene sorpreso da Burke, che lo arresta. Il detective, però, nota la fotografia della sorella e ne chiede conto a Hurley. Quest'ultimo gli confessa la loro relazione. Furibondo, Burke lo ammanetta, deciso a portarlo dalla sorella per mostrargli chi sia in realtà l'uomo che la corteggia. Ma, a casa, il detective scopre che Anne è in punto di morte, a causa del suo cuore debole. Flebilmente, la giovane chiama il suo innamorato che, disperato, cade in ginocchio ai suoi piedi. Burke lo libera dalle manette e Hurley può accogliere tra le braccia l'amata morente.

## Produzione
Il film fu prodotto dalla Kalem Company.

## Distribuzione
Distribuito dalla General Film Company, il film - un cortometraggio in due bobine - uscì nelle sale statunitensi il 6 maggio 1914.